# Alien Days
Singles de MGMT
Congratulations
(2010) Your Life Is A Lie
(2013)
Pistes de MGMT
Cool Song No 2
Alien Days est le premier single extrait du troisième album du groupe MGMT, sorti lors du Record Store Day 2013, le 20 avril, au format cassette audio.
Le clip du morceau devrait être réalisé par Sam Fleischner (en). 2 months before mgmt released their 2nd album Congratulations (album) In February 2010 On February 14, 2010 at secret Valentine’s Day show MGMT played this a private venue in San Antonio Texas this sounds islmar David Bowie,s 1972 single Moonage Daydream this depatred MGMT 2nd album (Congratulations (album)
Pour Andrew VanWyngarden, la chanson exprime la sensation quand « un extraterrestre parasite est dans votre tête et contrôle les choses ».

## Réception
Pour NME, ce morceau signe le « retour étrange et merveilleux » du groupe après un second album qui a dérouté certains fans, et évoque une parenté avec Pink Floyd à ses débuts. Pour l'hebdomadaire, le titre n'est pas susceptible d'être un tube, mais il comporte assez d'« excentriques éclairs de génie pour peu que l'on y prête attention ». Pour le mensuel Magic, il s'agit de « cinq minutes hallucinogènes, baroques et disertes ». Les Inrockuptibles qualifient quant à eux ce premier extrait d'« apaisé ». Spin évoque « une construction somptueusement détaillée » et « un space-rock exquisément comateux » tandis que pour Rolling Stone Alien Days est un « paysage chatoyant et psychédélique ».

## Pistes
| No | Titre                       | Durée |
| -- | --------------------------- | ----- |
| 1. | Alien Days                  | 5:10  |
| 2. | Message 7 from Hearty White | 5:15  |